# Бенгель (Мозель)
Бенгель (нем. Bengel) — община в Германии, в земле Рейнланд-Пфальц.
Входит в состав района Бернкастель-Витлих. Подчиняется управлению Крёф-Баузендорф. Население составляет 854 человека (на 31 декабря 2010 года). Занимает площадь 27,49 км².

## Исторические достопримечательности
- Аббатство Шпрингерсбах